# 股息
股利（英語：Dividend），又译红利，日韓稱配當，是股份有限公司从留存收益中派发给股东的报酬，也是股东投资收益的一部分（另一部分是资本利得）。通常一年發放一次，經董事會決議後，於股東會宣布。
就上市公司而言，股利只會派发給在除息日之前一日持有股票至除息日当日的人士，在除息日当日或以后才买入股票的人则不能获派股利。与此同時，证券交易所會在除息日开市前自动把股票的前一交易日收盘价扣減股利后的价值，定为该股票的开盘交易日的开盘价，因此股价会在除息日开盘时自动下跌。
股利一般有两种支付方式：现金股利（英語：Cash Dividends）和紅股（英語：Stock Dividends）。

## 现金股利
现金股利是指股份有限公司向股东支付现金，又稱配息，也是給予股东即时的资本回報。

## 紅股
紅股或「以股代息」是指股份有限公司向股东以赠送新的股份來代替支付現金股利，又稱「配股」。
對於優質股，紅股给予股东長遠獲取更大回報的機會，股東期望股份價值上升及繼續以股代息，利用複利把錢愈滾愈大。
但對於經營不佳的公司，紅股只是「零成本」印股票派息，因為公司沒有「多餘的」現金可用作派息。

## 舉例說明
- 以「台灣股市」為例說明：[1]

現金股利：
公司法人將盈餘扣除必要開支後，以現金的形式發放給股東。
例如：甲公司去年每股盈餘（EPS）為2元，公司董事會決定把其中一半以「現金的形式」發放給股東，另一半用來投資擴展業務。如果持有一張公司股票（1000股），就可得到1000元的現金股利，股數無任何增減，還是維持在1000股。
股票股利：
公司法人將盈餘以股票的形式發放給股東，意即將公司盈餘轉增資，也被稱為「盈餘配股」。因為股東不須繳款即可分配到新股票，故也稱為「無償配股」。
例如：甲公司去年每股純益（EPS）為2元，公司董事會決定把其中一半以「股票的形式」發放給股東，另一半用來投資擴展業務。如果持有一張公司股票（1000股），就可得到1000元的股利，假設股票面額為一股10元，因此，相當於可得到100股的股票股利，所以在配股後，持股總數將增加成1100股。

## 宣佈派發股利對股價影響
一般來説，派發股利證明公司經營良好，因此消息公佈後股價往往會上漲。
例如Google宣佈啟動史上首次派息后，股價一度漲超16%至歷史新高。

## 內部連結
- 除淨日
- 除權日
- 除息日
- 除權
- 除息